# Коронавірусна хвороба 2019 на острові Різдва
Епідемія коронавірусної хвороби 2019 на острові Різдва — це поширення пандемії коронавірусної хвороби 2019 на територію острова Різдва. Перший випадок хвороби на цій зовнішній території Австралії зареєстровано 6 березня 2022 року.

## Передумови
Острів Різдва разом з Кокосовими островами складають австралійські території в Індійському океані. Острів Різдва раніше входив до складу Стрейтс-Сетлментс, аж поки його не передали Австралії в 1950-х роках. Як австралійська залежна територія, острів не є самоврядною територією, але має власне місцеве самоврядування.

## Хронологія
6 березня 2022 року в особи, яка прибула з Австралії, підтверджено позитивний тест на COVID-19.
9 березня було підтверджено новий випадок хвороби (не пов'язаний з першим випадком) особи, яка також прибула з Австралії.
12 березня зареєстровано 2 нових випадки хвороби.
19 березня на острові Різдва зареєстровано ще один новий випадок, унаслідок чого загальна кількість випадків зросла до 8. Зареєстровано також 3 одужання.
21 березня на острові повідомлено про 3 нові випадки хвороби та 5 нових випадків одужання.
23 березня на острові Різдва повідомлено про 2 нових одужання, внаслідок чого загальна кількість одужань зросла до 5.
27 березня на острові Різдва повідомлено про одне нове одужання, внаслідок чого загальна кількість одужань зросла до 8.
29 березня було зареєстровано один новий випадок хвороби, внаслідок чого загальна кількість випадків досягла 11.
1 квітня повідомлено про один новий випадок хвороби, внаслідок чого загальна кількість випадків досягла 12. Того ж дня адміністратор островів Індійського океану Наташа Гріггс повідомила, що центр відпочинку на острові Різдва є найімовірнішим джерелом випадкового контакту з хворими.
4 квітня зареєстровано один новий випадок хвороби, внаслідок чого загальна кількість випадків досягла 13.